# Monte Erimanto
Erimanto (en griego: Ερύμανθος, en griego antiguo: Ἐρύμανθος, en latín: Erymanthus) es un macizo montañoso al sur de la región de Acaya y al noroeste de la Élide, en Grecia. Su cumbre más alta recibe en la actualidad el nombre de monte Olonos (Ωλονός). Tiene una elevación de 2.224 metros, lo que le convierte en la cuarta cumbre del Peloponeso.

## Descripción
Está rodeada al este por las montañas de Aroania (Helmos), al sur por el monte Afrodisio y el bosque de Folói, al oeste por la meseta de Voudouchla y la zona montañosa semiplana de Tritea, al noroeste por la llanura de Farri y al noreste por la región de Nezera. Cerca están los montes Skollis y Kombouni, al oeste, y Ménalo al sursureste.
Erimanto pertenece geológicamente a la zona de Olonou-Pindos, mientras que una parte está incluida en su lado occidental y pertenece a la zona de Gavrovo-Trípoli. Sus áreas forman parte de las áreas protegidas de la red paneuropea Natura 2000 con el objetivo de proteger y preservar su flora y fauna silvestre.
Desde la cima de Olonos, pero también desde otros picos y sectores de Erimanto, se ofrece una excelente vista que incluye la mayor parte del Peloponeso occidental y noroccidental, algo del norte de Arcadia, el área montañosa del este de Élide, las montañas del norte y el este de Acaya hasta una parte de la montañosa Corinto, el sur de Grecia central, y las islas de Zante, Cefalonia e Ítaca, las cuales se distinguen mejor y más claramente en los días despejados.
Además, según el libro de Christos Koryllos «Geografía de Grecia - AD: Prefectura de Acaya» (1903) se relata que desde la cima del pico Olenos en Erimanto, se puede admirar un fenómeno idílico del amanecer, donde a medida que sale el sol, va apareciendo la "colosal sombra de la montaña como un gran triángulo" cubriendo un área muy grande al oeste, incluida la región de Élide e incluso la isla de Zante.